# Kongospett
Kongospett (Dendropicos elliotii) är en fågel i familjen hackspettar inom ordningen hackspettartade fåglar.

## Utseende och läte
Kongospett är en distinkt stor hackspett med grön rygg och streckad beige eller grönaktig undersida. Hjässan är svart och röd hos hanen, helsvart hos honan. Ansiktet är "öppet". Lätet är ett upprepat raspigt "kre".

## Utbredning och systematik
Kongospett delas in i två underarter:
- Dendropicos elliotii elliotii – sydvästra Kamerun till västra Angola, Gabon, Demokratiska republiken Kongo och östra Uganda
- Dendropicos elliotii johnstoni – bergskogar i sydöstra Nigeria och sydvästra Kamerun samt Bioko

Birdlife International och IUCN urskiljer johnstoni som egen art, D. johnstoni.

## Levnadssätt
Kongospetten hittas i låglänta och bergsbelägna skogar. Där ses den enstaka eller i par, ibland som en del av kringvandrande artblandade flockar.

## Status
IUCN bedömer hotstatus för underarterna (eller arterna) var för sig, båda som livskraftiga.

## Namn
Fågelns vetenskapliga artnamn hedrar den amerikanske ornitologen Daniel Giraud Elliot (1835-1915). Tidigare kallades den elliotspett även på svenska, men tilldelades 2024 ett mer informativt namn av BirdLife Sveriges taxonomikommitté.